# 堂ヶ森
堂ヶ森（どうがもり）は、愛媛県西条市と久万高原町にまたがる、標高1689mの石鎚山系の西端の山である。

## 概要
今はないが堂があったから堂ヶ森と呼ばれたという説もある。山頂にはマイクロ波の反射板が設置されていてどこからでも山頂が認識でき、山頂部はササで覆われ広大な平原のようであり、石鎚山が遠くに望め360度の展望が楽しめる。

## 山小屋
- 堂ヶ森愛大小屋 - 山頂から300メートル地点

## ギャラリー

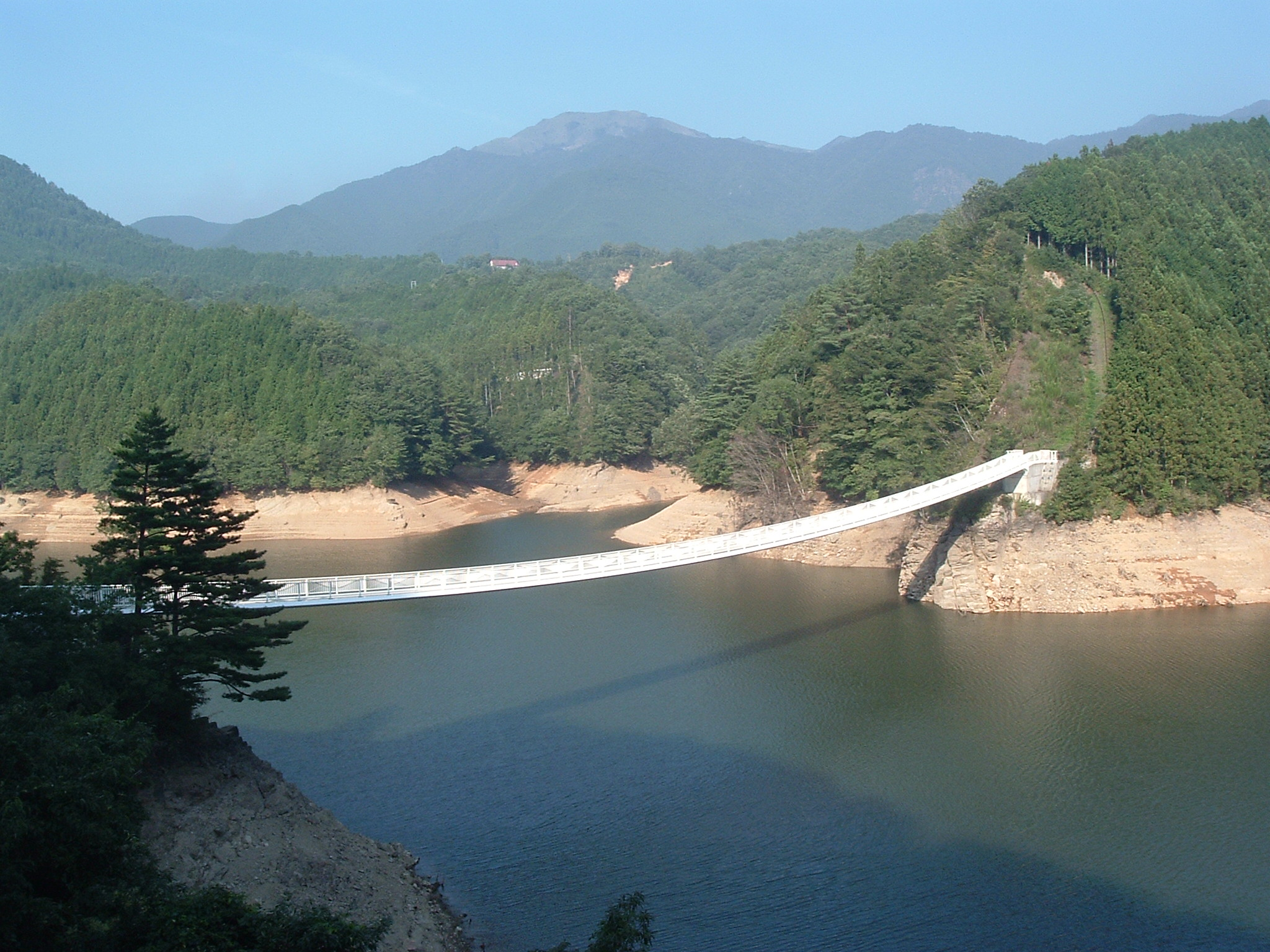
面河ダムから望む堂ヶ森
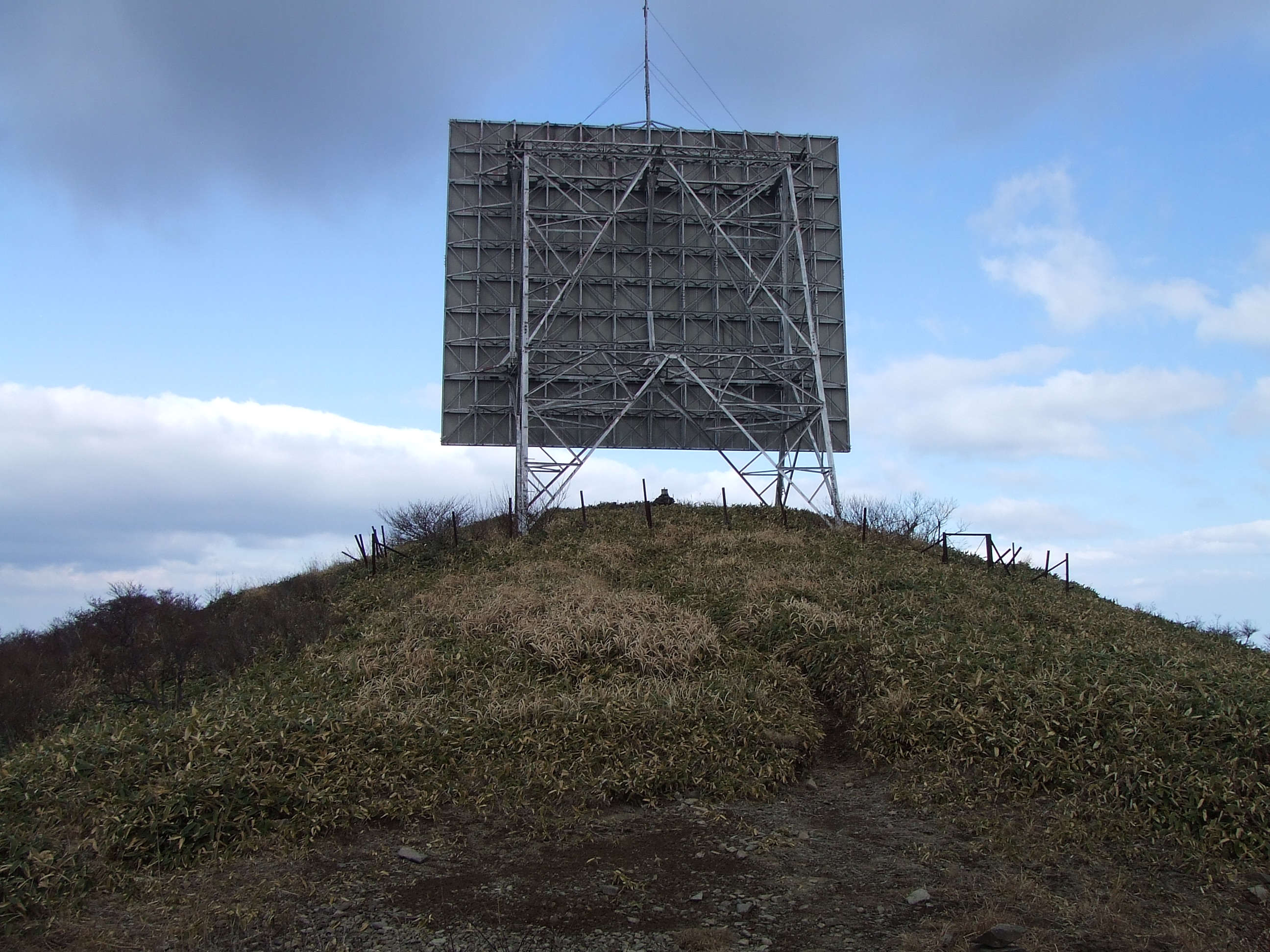
山頂のアンテナ板の下に頂上ケルンが
頂上より石鎚山を望む
山頂より面河ダム方面を見る